# 1863 у музиці

## Події
- 14 квітня — в Маріїнському театрі в Петербурзі відбулась прем'єра опери Семена Гулака-Артемовського «Запорожець за Дунаєм».
- 3 серпня — французького композитора Жуля Массне нагороджено Римською премією.

## Класична музика
- «Іспанська рапсодія» — сольна п'єса для фортепіано Ференца Ліста.
- «Варіації на тему Паганіні» — твір Йоганнеса Брамса для фортепіано соло.

## Опера
- «Запорожець за Дунаєм» — опера Семена Гулака-Артемовського.
- «Троянці» — опера Гектора Берліоза.
- «Шукачі перлин» — опера Жоржа Бізе.
- «Юдита» — опера Олександра Сєрова.

## Народилися
- 19 квітня — Фелікс Блуменфельд, російський композитор, піаніст (помер у 1931).
- 2 червня — Фелікс Вейнгартнер, австрійський диригент, композитор (помер у 1942).
- 7 грудня — П'єтро Масканьї, італійський оперний композитор (помер у 1945).

## Померли
- 7 червня — Франц Ксав'єр Грубер, австрійський композитор, автор різдвяної пісні «Тиха ніч».